# Coppa Italia 2017-2018 (calcio femminile)
L'edizione 2017-2018 è stata la quarantaseiesima della storia della Coppa Italia di calcio femminile. Inizia il 27 agosto 2017, si è conclusa il 26 maggio 2018 con la finale disputata allo stadio Il Noce di Noceto. La Fiorentina ha vinto il trofeo per il secondo anno di fila, battendo in finale il Brescia.

## Squadre partecipanti
Partecipano alla competizione 69 squadre: le 12 di Serie A e le 57 di Serie B.

### Serie A
- AGSM Verona
- Brescia
- Empoli
- Fiorentina
- Juventus
- Mozzanica

- Pink Sport Time
- Res Roma
- San Zaccaria
- Sassuolo
- Tavagnacco
- Valpolicella

### Serie B

#### Girone A
| - Amicizia Lagaccio - Arezzo - Florentia S.G. - Grifo Perugia - Juventus Torino - Lavagnese - Ligorna 1922 - Lucchese - Luserna - Molassana Boero - Musiello Saluzzo - Novese - Pisa - Romagnano - Torino |

#### Girone B
| - Atletico Oristano - Azalee Solbiatese - Caprera - Como 2000 - Fiamma Monza - Inter Milano - Marcon - Milan Ladies - Orobica - Padova - Real Meda - Riozzese - Sassari Torres |

#### Girone C
| - Bologna - Brixen OBI - Castelnuovo - Castelvecchio - Fortitudo Mozzecane - Imolese - L.F. Jesina - La Saponeria - Pordenone - Pro San Bonifacio - Riccione - San Marino - Trento Clarentia - Unterland - Vicenza - Vittorio Veneto |

#### Girone D
| - Apulia Trani - Catania - Chieti - Grifone Gialloverde - Latina - Lazio - Napoli - Nebrodi - Real Colombo - Roma CF - Roma XIV - Salento Women - Virtus Partenope |

## Date
| Fase        | Turno            | Data              |                   |
| ----------- | ---------------- | ----------------- | ----------------- |
| Primo turno | 1ª giornata      | 27 agosto 2017    | 27 agosto 2017    |
| Primo turno | 2ª giornata      | 3 settembre 2017  | 3 settembre 2017  |
| Primo turno | 3ª giornata      | 10 settembre 2017 | 10 settembre 2017 |
| Fase finale | Secondo turno    | 13 dicembre 2017  | 13 dicembre 2017  |
| Fase finale | Terzo turno      | 21 marzo 2018     | 21 marzo 2018     |
| Fase finale | Quarti di finale | 1-2 maggio 2018   | 1-2 maggio 2018   |
| Fase finale | Semifinali       | 16-22 maggio 2018 | 16-22 maggio 2018 |
| Fase finale | Finale           | 26 maggio 2018    | 26 maggio 2018    |

## Formula
Per il sesto anno consecutivo, le squadre di Serie A e quelle di Serie B partono tutte dal primo turno, con l'eccezione della Fiorentina, campione d'Italia e detentore della Coppa Italia, che prende parte alla competizione a partire dal terzo turno.
Il tabellone è stato sorteggiato il 2 agosto 2017: le sessantotto squadre partecipanti al primo turno sono state suddivise in otto triangolari e ventidue accoppiamenti, definiti su base geografica. Le gare del turno preliminare si disputano il 27 agosto, il 3 e il 10 settembre. Le prime classificate dei triangolari (8 squadre) e le vincitrici degli accoppiamenti (22 squadre) vengono ammesse al turno successivo. A partire dal secondo turno tutte le gare si disputano ad eliminazione diretta, sul campo della squadra che ha giocato in trasferta nel turno precedente, con eventuale sorteggio del campo in caso di condizione uguale per entrambe le squadre.

## Primo turno
Il 2 agosto 2017 le società partecipanti alla Coppa Italia sono state suddivise in otto triangolari e ventidue accoppiamenti, definiti su base geografica. Le partite del primo turno si disputano nei giorni 27 agosto, 3 e 10 settembre, come da relativi comunicati ufficiali della LND.
Accedono al secondo turno le squadre prime classificate nei triangolari e vincitrici degli accoppiamenti. Per gli accoppiamenti, in caso di parità di reti segnate, accede al secondo turno la squadra che ha realizzato più reti in trasferta; in caso di ulteriore parità, si procede con i tiri di rigore. Per i triangolari, in caso di parità di punti tra due o più squadre, le posizioni in classifica sono determinate prendendo in considerazione, nell'ordine, i seguenti criteri:
1. maggior numero di punti ottenuti,
2. migliore differenza reti,
3. maggior numero di reti segnate,
4. maggior numero di reti segnate in trasferta,
5. sorteggio.

### Triangolari

#### Triangolare T1
| Pos. | Squadra         | Pt | G | V | N | P | GF | GS | DR  |
| ---- | --------------- | -- | - | - | - | - | -- | -- | --- |
| 1.   | Tavagnacco      | 6  | 2 | 2 | 0 | 0 | 13 | 0  | +13 |
| 2.   | Vittorio Veneto | 3  | 2 | 1 | 0 | 1 | 2  | 6  | -4  |
| 3.   | Pordenone       | 0  | 2 | 0 | 0 | 2 | 1  | 10 | -9  |

| 27 agosto 2017    | Vittorio Veneto | 2 - 1 | Pordenone       | Vittorio Veneto |
| 3 settembre 2017  | Tavagnacco      | 5 - 0 | Vittorio Veneto | Tavagnacco      |
| 10 settembre 2017 | Tavagnacco      | 8 - 0 | Pordenone       | Tavagnacco      |

#### Triangolare T9
| Pos. | Squadra           | Pt | G | V | N | P | GF | GS | DR |
| ---- | ----------------- | -- | - | - | - | - | -- | -- | -- |
| 1.   | Sassari Torres    | 4  | 2 | 1 | 1 | 0 | 5  | 2  | +3 |
| 1.   | Caprera           | 4  | 2 | 1 | 1 | 0 | 5  | 2  | +3 |
| 3.   | Atletico Oristano | 0  | 2 | 0 | 0 | 2 | 2  | 8  | -6 |

| 10 settembre 2017 | Caprera           | 4 - 1 | Atletico Oristano | La Maddalena |
| 17 settembre 2017 | Sassari Torres    | 1 - 1 | Caprera           | Usini        |
| 24 settembre 2017 | Atletico Oristano | 1 - 4 | Sassari Torres    | Oristano     |

#### Triangolare T16
| Pos. | Squadra         | Pt | G | V | N | P | GF | GS | DR |
| ---- | --------------- | -- | - | - | - | - | -- | -- | -- |
| 1.   | Novese          | 4  | 2 | 1 | 1 | 0 | 3  | 2  | +1 |
| 2.   | Molassana Boero | 3  | 2 | 1 | 0 | 1 | 2  | 1  | +1 |
| 3.   | Ligorna 1922    | 1  | 2 | 0 | 1 | 1 | 2  | 4  | -2 |

| 27 agosto 2017    | Novese          | 1 - 0 | Molassana Boero | Novi Ligure |
| 3 settembre 2017  | Ligorna         | 2 - 2 | Novese          | Genova      |
| 10 settembre 2017 | Molassana Boero | 2 - 0 | Ligorna         | Genova      |

#### Triangolare T20
| Pos. | Squadra       | Pt | G | V | N | P | GF | GS | DR |
| ---- | ------------- | -- | - | - | - | - | -- | -- | -- |
| 1.   | Castelvecchio | 6  | 2 | 2 | 0 | 0 | 6  | 2  | +4 |
| 2.   | San Marino    | 1  | 2 | 0 | 1 | 1 | 4  | 5  | -1 |
| 3.   | Riccione      | 1  | 2 | 0 | 1 | 1 | 2  | 5  | -3 |

| 27 agosto 2017    | Castelvecchio | 3 - 0 | Riccione      | Savignano sul Rubicone |
| 3 settembre 2017  | San Marino    | 2 - 3 | Castelvecchio | Dogana                 |
| 10 settembre 2017 | Riccione      | 2 - 2 | San Marino    | Riccione               |

#### Triangolare T21
| Pos. | Squadra  | Pt | G | V | N | P | GF | GS | DR |
| ---- | -------- | -- | - | - | - | - | -- | -- | -- |
| 1.   | Empoli   | 6  | 2 | 2 | 0 | 0 | 5  | 0  | +5 |
| 2.   | Pisa     | 3  | 2 | 1 | 0 | 1 | 2  | 3  | -1 |
| 3.   | Lucchese | 0  | 2 | 0 | 0 | 2 | 1  | 5  | -4 |

| 27 agosto 2017   | Lucchese | 0 - 3 | Empoli   | Porcari |
| 3 settembre 2017 | Pisa     | 2 - 1 | Lucchese | Pisa    |
| 15 ottobre 2017  | Empoli   | 2 - 0 | Pisa     | Empoli  |

#### Triangolare T24
| Pos. | Squadra      | Pt | G | V | N | P | GF | GS | DR  |
| ---- | ------------ | -- | - | - | - | - | -- | -- | --- |
| 1.   | La Saponeria | 6  | 2 | 2 | 0 | 0 | 8  | 1  | +7  |
| 2.   | Chieti       | 3  | 2 | 1 | 0 | 1 | 7  | 3  | +4  |
| 3.   | Castelnuovo  | 0  | 2 | 0 | 0 | 2 | 0  | 11 | -11 |

| 27 agosto 2017    | La Saponeria | 5 - 0 | Castelnuovo  | Città Sant'Angelo  |
| 3 settembre 2017  | Chieti       | 1 - 3 | La Saponeria | Chieti             |
| 10 settembre 2017 | Castelnuovo  | 0 - 6 | Chieti       | Castelnuovo Vomano |

#### Triangolare T25
| Pos. | Squadra | Pt | G | V | N | P | GF | GS | DR |
| ---- | ------- | -- | - | - | - | - | -- | -- | -- |
| 1.   | Latina  | 4  | 2 | 1 | 1 | 0 | 3  | 1  | +2 |
| 2.   | Grifone | 3  | 2 | 1 | 0 | 1 | 2  | 3  | -1 |
| 3.   | Lazio   | 1  | 2 | 0 | 1 | 1 | 2  | 3  | -1 |

| 3 settembre 2017  | Latina  | 1 - 1 | Lazio   | Latina   |
| 23 settembre 2017 | Lazio   | 1 - 2 | Grifone | Formello |
| 17 settembre 2017 | Grifone | 0 - 2 | Latina  | Roma     |

#### Triangolare T30
| Pos. | Squadra         | Pt | G | V | N | P | GF | GS | DR |
| ---- | --------------- | -- | - | - | - | - | -- | -- | -- |
| 1.   | Pink Sport Time | 3  | 2 | 1 | 0 | 1 | 4  | 2  | +2 |
| 2.   | Apulia Trani    | 3  | 2 | 1 | 0 | 1 | 4  | 4  | 0  |
| 3.   | Salento Women   | 3  | 2 | 1 | 0 | 1 | 1  | 3  | -2 |

| 27 agosto 2017    | Apulia Trani    | 3 - 0 | Salento Women   | Corato          |
| 3 settembre 2017  | Pink Sport Time | 4 - 1 | Apulia Trani    | Bitetto         |
| 10 settembre 2017 | Salento Women   | 1 - 0 | Pink Sport Time | Sogliano Cavour |

### Accoppiamenti
| Squadra 1                     | Totale | Squadra 2           | Andata | Ritorno |
| ----------------------------- | ------ | ------------------- | ------ | ------- |
| 27 agosto / 9 settembre 2017  |        |                     |        |         |
| Torino                        | 0 - 21 | Juventus            | 0 - 13 | 0 - 8   |
| 27 agosto / 10 settembre 2017 |        |                     |        |         |
| Unterland                     | 2 - 0  | Brixen              | 2 - 0  | 0 - 0   |
| Trento Clarentia              | 6 - 1  | Vicenza             | 5 - 1  | 1 - 0   |
| Pro San Bonifacio             | 3 - 8  | Valpolicella        | 2 - 5  | 1 - 3   |
| Orobica                       | 0 - 10 | Mozzanica           | 0 - 2  | 0 - 8   |
| Musiello Saluzzo              | 2 - 7  | Luserna             | 1 - 4  | 1 - 3   |
| Lavagnese                     | 7 - 3  | Amicizia Lagaccio   | 5 - 3  | 2 - 0   |
| Florentia                     | 9 - 0  | Arezzo              | 5 - 0  | 4 - 0   |
| Grifo Perugia                 | 3 - 4  | Jesina              | 2 - 3  | 1 - 1   |
| 2 - 10 settembre 2017         |        |                     |        |         |
| Brescia                       | 10 - 0 | Riozzese            | 4 - 0  | 6 - 0   |
| Como 2000                     | 0 - 2  | Azalee              | 0 - 0  | 0 - 2   |
| Bologna                       | 0 - 2  | Sassuolo            | 0 - 2  | 0 - 0   |
| 3 - 9 settembre 2017          |        |                     |        |         |
| Fiammamonza                   | 2 - 6  | Real Meda           | 0 - 4  | 2 - 2   |
| 3 - 10 settembre 2017         |        |                     |        |         |
| Padova                        | 2 - 3  | Marcon              | 1 - 1  | 1 - 2   |
| AGSM Verona                   | 3 - 1  | Fortitudo Mozzecane | 2 - 1  | 1 - 0   |
| Juventus Torino               | 2 - 0  | Romagnano           | 1 - 0  | 1 - 0   |
| San Zaccaria                  | 8 - 4  | Imolese             | 8 - 1  | 0 - 3   |
| Virtus Partenope              | 1 - 3  | Napoli Femminile    | 0 - 2  | 1 - 1   |
| 3 - 17 settembre 2017         |        |                     |        |         |
| Milan Ladies                  | 2 - 4  | Inter Milano        | 1 - 2  | 1 - 2   |
| Roma Decimoquarto             | 8 - 3  | Real Colombo        | 5 - 1  | 3 - 2   |
| 3 - 23 settembre 2017         |        |                     |        |         |
| Res Roma                      | 5 - 0  | Roma                | 1 - 0  | 4 - 0   |
| 10 - 17 settembre 2017        |        |                     |        |         |
| Nebrodi                       | 3 - 2  | Catania             | 2 - 1  | 1 - 1   |

## Fase ad eliminazione diretta
Si qualificano per la fase ad eliminazione diretta le prime classificate dei triangolari e le vincenti degli accoppiamenti.

### Secondo turno
Il sorteggio per gli accoppiamenti del secondo turno si è tenuto il 23 ottobre 2017.
| Squadra 1         | Risultato       | Squadra 2        |
| ----------------- | --------------- | ---------------- |
| 22 novembre 2017  |                 |                  |
| Mozzanica         | 7 - 3           | Real Meda        |
| 13 dicembre 2017  |                 |                  |
| Trento Clarentia  | 1 - 1 (5-4 dtr) | Marcon           |
| Valpolicella      | 2 - 3           | AGSM Verona      |
| Juventus          | 2 - 0           | Juventus Torino  |
| San Zaccaria      | 1 - 0           | Castelvecchio    |
| Empoli            | 3 - 2           | Florentia S.G.   |
| La Saponeria      | 1 - 1 (5-6 dtr) | L.F. Jesina      |
| Nebrodi           | 0 - 6           | Res Roma         |
| Pink Sport Time   | 4 - 0           | Napoli Femminile |
| 29 dicembre 2017  |                 |                  |
| Sassuolo          | 1 - 0           | Lavagnese        |
| 9 gennaio 2018    |                 |                  |
| Inter Milano      | 2 - 1           | Sassari Torres   |
| 10 gennaio 2018   |                 |                  |
| Azalee Solbiatese | 0 - 7           | Brescia          |
| 17 gennaio 2018   |                 |                  |
| Tavagnacco        | 6 - 0           | Unterland        |
| 24 gennaio 2018   |                 |                  |
| Luserna           | 0 - 5           | Novese           |
| Roma Decimoquarto | 1 - 1 (2-4 dtr) | Latina           |

### Terzo turno
| Squadra 1        | Risultato | Squadra 2        |
| ---------------- | --------- | ---------------- |
| 21 febbraio 2018 |           |                  |
| Brescia          | 5 - 1     | Inter Milano     |
| 21 marzo 2018    |           |                  |
| Tavagnacco       | 9 - 1     | Trento Clarentia |
| AGSM Verona      | 3 - 1     | Mozzanica        |
| Novese           | 0 - 8     | Juventus         |
| San Zaccaria     | 3 - 0     | Sassuolo         |
| Empoli           | 3 - 4     | Fiorentina       |
| L.F. Jesina      | 1 - 0     | Latina           |
| Res Roma         | 0 - 2     | Pink Sport Time  |

### Quarti di finale
| Squadra 1       | Risultato       | Squadra 2    |
| --------------- | --------------- | ------------ |
| 1º maggio 2018  |                 |              |
| AGSM Verona     | 1 - 1 (2-3 dtr) | Tavagnacco   |
| 2 maggio 2018   |                 |              |
| Juventus        | 0 - 1           | Brescia      |
| Fiorentina      | 7 - 0           | San Zaccaria |
| Pink Sport Time | 7 - 2           | L.F. Jesina  |

### Semifinali
| Squadra 1       | Risultato | Squadra 2  |
| --------------- | --------- | ---------- |
| 16 maggio 2018  |           |            |
| Pink Sport Time | 1 - 3     | Fiorentina |
| 22 maggio 2018  |           |            |
| Brescia         | 1 - 0     | Tavagnacco |

### Finale
| Arbitro: | Menicucci (Lanciano) |

|                                   |           |             |
| Mauro 11’ Bonetti 26’ Caccamo 44’ | Marcatori | 72’ Girelli |